# ETRSS-1
ETRSS-1 — первый искусственный спутник Земли, принадлежащий Эфиопии. Аппарат был запущен 20 декабря 2019 года из космодрома Тайюань с помощью ракеты-носителя Чанчжэн-4B. Спутник разработан для проведения дистанционного зондирования Земли в интересах развития сельского, лесного и водного хозяйств Эфиопии, прогнозирования погоды, оперативного оповещения о стихийных бедствиях, а также для проведения исследований по изменению климата вместе с Китаем и Египтом.

## История
В октябре 2016 года Совет министров Эфиопии одобрил создание Эфиопского института космической науки и технологий (ESSTI). После создания Космического института Совет министров Эфиопии объявил о запуске спутника ДЗЗ в течение 3-5 лет для проведения мониторинга погоды.
Был заключен двухсторонний контракт с Китайской академией космических технологий (CAST) по совместной разработке и запуске нового космического аппарата. Разработка шла под контролем премьер министра Гетахуна Мекурия. Общая стоимость проекта составила 8 миллионов долларов США, включая строительство наземных станций в космической обсерватории Энтото недалеко от Аддис-Абебы
Первоначально спутник планировали запустить 17 декабря 2019 года, однако, старт был перенесен из-за плохой погоды на три дня. Аппарат был дополнительной нагрузкой и вместе с ним было выведено 8 аппаратов. Спутник вышел на солнечно-синхронную орбиту с периодом повторения 4 дня.
Эфиопия стала 9 африканской страной, запустившей спутник космос.
Первые данные спутник передал на Землю уже в январе 2020 года. В августе 2020 года начались коммерческие продажи снимков с ETRSS-1.

## Конструкция
Аппарат представляет собой типичный кубический спутник массой 65 кг. Электропитание осуществляется с помощью выносных солнечных батарей.
В качестве полезной нагрузки внутри аппарата расположена цифровая многоспектральная камера. Она снимает в 4 спектральных диапазонах охватывающих видимые и инфракрасные диапазоны длин волн (0,45-0,89 мкм) С орбиты камера позволяет делать снимки с разрешением 13,75 м и снимать полосу в 80 км.